# 溫蓋尼鄉 (阿爾傑什縣)

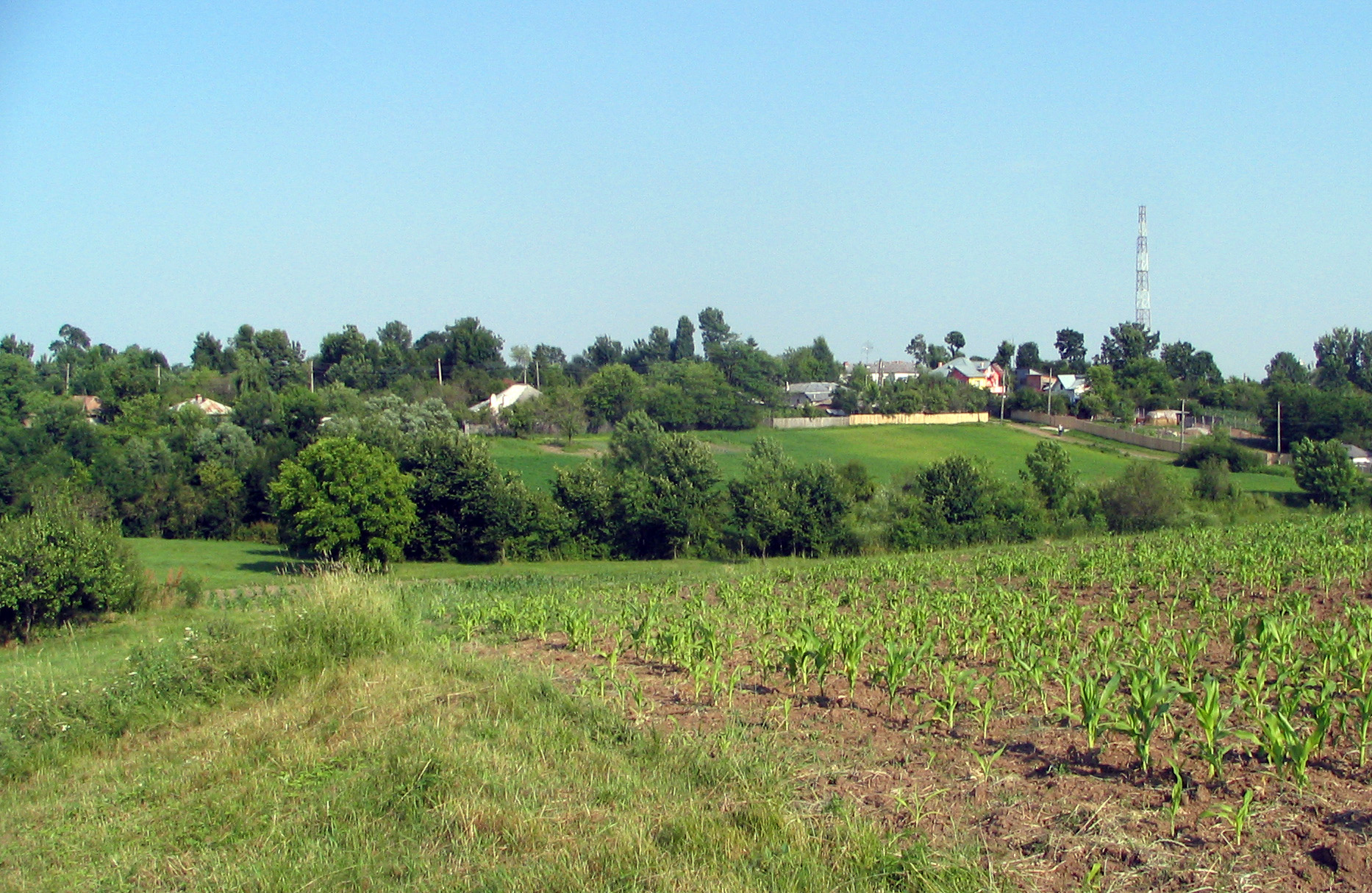

44°30′N 24°58′E / 44.500°N 24.967°E
溫蓋尼鄉（羅馬尼亞語：Comuna Ungheni, Argeș），是羅馬尼亞的鄉份，位於該國中南部，由阿爾傑什縣負責管轄，面積75平方公里，海拔高度183米，2007年人口3,416，人口密度每平方公里46人。